# James Rebhorn
James Rebhorn (Filadelfia, Pensilvania, 1 de septiembre de 1948 - South Orange (Nueva Jersey), Nueva Jersey, 21 de marzo de 2014) fue un actor estadounidense. Nació en Filadelfia, Pensilvania, y se graduó en la Universidad Wittenberg de Springfield, Ohio. 
Murió la noche del 21 de marzo de 2014 debido a un cáncer de piel diagnosticado y tratado desde 1992.

## Filmografía
- Sleepwalk with Me (2012) .... Gary
- Homeland (2011-2014) .... Frank Mathison
- Real Steel (2010) .... Marvin
- White Collar (2009-2014) .... Agente Hughes
- The Box (2009) .... Norm Cahill
- Bernard and Doris (2007) .... Waldo Taft
- Anamorph (2007) .... Brainard
- Spinning Into Butter (2007) .... Winston Garvey
- How to Eat Fried Worms (2006) .... Boiler Head
- The Last Shot (2004) .... Abe White
- Cold Mountain (2003) .... Doctor
- Head of State (2003) .... Senador Bill Arnot
- The Trade (2003) .... John Torman
- Far from Heaven (2002) .... Dr. Bowman
- The Adventures of Pluto Nash (2002) .... Belcher
- Vacuums (2002) .... Dirk Bentley
- Scotland, Pa. (2001) .... Norm Duncan
- Meet the Parents (2000) .... Dr. Larry Banks
- The Adventures of Rocky & Bullwinkle (2000) .... Presidente Signoff
- The Talented Mr. Ripley (1999) .... Herbert Greenleaf
- Mientras nieva sobre los cedros (1999) .... Alvin Hooks
- All of It (1998) .... Bill Holbeck
- The Game (1997) .... Jim Feingold
- My Fellow Americans (1996) .... Charlie Reynolds
- Independence Day (1996) .... Albert Nimzicki
- If Lucy Fell (1996) .... Simon Ackerman
- Up Close & Personal (1996) .... John Merino
- White Squall (1996) .... Tyler
- How to Make an American Quilt (1995)
- I Love Trouble (1994) .... Mando
- Guarding Tess (1994) .... Howard Schaeffer
- 8 Seconds (1994) .... Clyde Frost
- Cheque en blanco (1994) .... Fred Waters
- Carlito's Way (1993) .... Fiscal de distrito Norwalk
- Lorenzo's Oil (1992) .... Ellard Muscatine
- Scent of a Woman (1992) .... Señor Trask
- La fuerza del viento (1992) .... George
- White Sands (1992) .... Agente del FBI Flynn
- Basic Instinct (1992) .... Dr. McElwaine
- My Cousin Vinny (1992) .... George Wilbur
- Shadows and Fog (1992) .... Vigilante
- Regarding Henry (1991) .... Dr. Sultan
- Desperate Hours (1990) .... Fiscal
- Heart of Midnight (1988) .... Richard
- The House on Carroll Street (1988) .... Oficial
- Whatever It Takes (1986) .... Michael Manion
- Silkwood (1983) .... Doctor Los Álamos
- Soup for One (1982) .... Lawyer
- He Knows You're Alone (1980) .... Profesor Carl Mason
- The Yum-Yum Girls (1976) .... Director de casting

## Teatro
- Prelude to a Kiss (2007)
- Twelve Angry Men (2004)
- Dinner at Eight (2002)
- The Man Who Had All the Luck (2002)
- Our Town (1988)
- I'm Not Rappaport  (1985)
- Are You Now or Have You Ever Been (1979)